# 통도아쿠아환타지아
통도아쿠아환타지아(Tongdo aqua fantasia)는 대한민국 경상남도 양산시 하북면에 위치한 워터파크이다. 통도환타지아 테마 공원의 오른편에 이 워터파크가 위치하고 있다.

## 놀이 시설

### 실외
- 파도풀
- 다이빙풀
- 토렌토리버(유수풀)
- 키티풀
- 스파풀
- 경주용 슬라이드
- 프로볼 슬라이드
- 바디 슬라이드
- 튜브 슬라이드(터널형과 개방형 두 종류가 있음.)
- 해적선 슬라이드
- 아쿠아 플레이
- 더블 익스트림(아쿠아 환타지아가 새로 출시한 튜브 슬라이드 기구)

### 실내(스파일 아일랜드)
- 레저풀
- 키티풀
- 바디 슬라이드
- 폭포탕
- 동굴탕
- 바데풀
- 규격풀
- 노천풀
- 테마탕
- 히노끼탕
- 족탕